# كريس هاستينغز
كريس هاستينغز (بالإنجليزية: Chris Hastings)‏ هو متزلج قفز أمريكي، ولد في 17 أغسطس 1964 في هانوفر في الولايات المتحدة.

## وصلات خارجية
- كريس هاستينغز على موقع الاتحاد الدولي للتزلج (القفز التزلجي) (الإنجليزية)
- كريس هاستينغز على موقع أوليمبيديا (الإنجليزية)